# إدارة بوتوسي
إدارة بوتوسي (بالإنجليزية: Potosí Department)‏  هي إدارة في بوليفيا، عاصمتها بوتوسي.

## جغرافيا
تقع الإدارة في جنوب غرب بوليفيا وتتارك الحدود مع تشيلي و الارجنتين  تبلغ مساحتها 118٬218٫0 كيلومتر مربع.

### الموقع
تشترك في الحدود مع:
- إدارة أورورو
- إدارة تاريا
- إدارة كوتشابامبا
- إدارة شوكيساكا

## التقسيمات الإدارية
- Alonso de Ibáñez Province [الإنجليزية]‏
- Antonio Quijarro Province [الإنجليزية]‏
- Bernardino Bilbao Province [الإنجليزية]‏
- Charcas Province [الإنجليزية]‏
- Chayanta Province [الإنجليزية]‏
- Cornelio Saavedra Province [الإنجليزية]‏
- Daniel Campos Province [الإنجليزية]‏
- Enrique Baldivieso Province [الإنجليزية]‏
- José María Linares Province [الإنجليزية]‏
- Modesto Omiste Province [الإنجليزية]‏
- Nor Chichas Province [الإنجليزية]‏
- Nor Lípez Province [الإنجليزية]‏
- Rafael Bustillo Province [الإنجليزية]‏
- Sud Chichas Province [الإنجليزية]‏
- Sur Lípez Province [الإنجليزية]‏
- Tomás Frías Province [الإنجليزية]‏.

## ديموغرافيا
بلغ عدد سكانها 823٬517  نسمة، في 2012.

## أعلام
- إدواردو كابا